# Бохова
Бохова е село в Западна България. То се намира в община Трън, област Перник.

## География
Село Бохова се намира в планински район. Разположено е на около 5 км от граничния пункт със Сърбия, Стрезимировци. На самата граница над селото се издига историческият връх Яничева чука. В околността му има прохладни букови гори, както и иглолистни гори, залесени през последните десетилетия. Чиста, незасегната от всякакви замърсявания околна среда. Надморската височина на землището е от 850 мнв (местн. Росуля) до 1318 мнв (връх Огорелица, на границата със Сърбия).

## История
Землището на селището, както и околният регион, покриващ се до голяма степен с бившата Трънска околия (вкл. Босилеградско), през вековете винаги са оставали встрани от големите събития в държавите, в които са били включвани. По времето на Първото и Второто Българско царство по-голямата част от историческото им развитие е свързано с Българската държава. От този период са намирани останки в селата Зелениград, Бусинци, Бохова. Говорът на местното население се запазва архаичен и дотогава е бил много близък до старославянския корен – т.нар. знеполски (запазена падежна система – уникална за България, речников състав, включващ редица думи, утвърдени в днешния сръбски език, пълна липса на звуковете „ф“ и „х“ и т.н.). При разпада на Втората българска държава, след битката при Велбъжд, се оформя самостоятелна феодална единица – т.нар. Стара Знеполия, просъществувала около 70 години. Този край се характеризира и със своеобразни етнографски елементи: народни носии – литакът, един от най-използваните музикални инструменти е бил окарината. Въпреки откъснатостта от основните центрове на Българската държава и относителната местна автономност, населението винаги се е самоопределяло като българско с прибавката трънчани (знеполци)...
Местна легенда свързва името на селото с това на Бохян (също Боя или Бохя), за който се разказва, че е син на войводата Стрезимир от XI в., живял по времето на последния отпор на българската държава начело с цар Самуил срещу Византия. Брат на Стрезимир бил Слишан. Освен Бохян, Стрезимир имал и други синове – Кострош (или Костадин), Джия (или Джиян) и Реян. Анна Чолева съобщава записите Бухова (Бухово) в XV век, Бочова от 1576 г., Бухаво от XVII в., Бихава в 1780 г., също в 1791 г. и в 1848 г. Въз основа на тези сведения тя извежда името от „бухал“ и не намира възможна връзка между названията на селата Бохова, Джинчовци, Кострошовци, Реяновци, Слишовци, Стрезимировци с историческите личности с идентични или подобни лични имена.  Но наличието на шест съседни села с тези имена и местната легенда кара други изследователи да се съмняват в случайното възникване на тези села и техните наименования.

## Културни и природни забележителности
Край махала Орловъц, по посока на с. Джинчовци и над с. Реяновци, в м. „Бачев дол“, се намира малкият необитаван манастир „Св. Богородица“.
Край селото са намерени в средата на миналия век останки от тракийско селище.
От местността Бош към местността Цръквище води стар тръбопровод от римско време с глинени тръби на дълбочина на 1,5 м.

## Редовни събития
В началото на септември, първата събота от месеца, в селото има събор.

## Личности
- Славчо Трънски – партизанин, държавен и военен деец на БКП.
- Богдан Веселинов – известен журналист и голям патриот на Трънския край. Навремето той популяризира родното си място в Съветския съюз, организирайки посещения на съветски държавни и културни дейци. По негова идея и с негово участие централната руска телевизия ОРТ засне филм за Трънско.